# Корабель-мішень

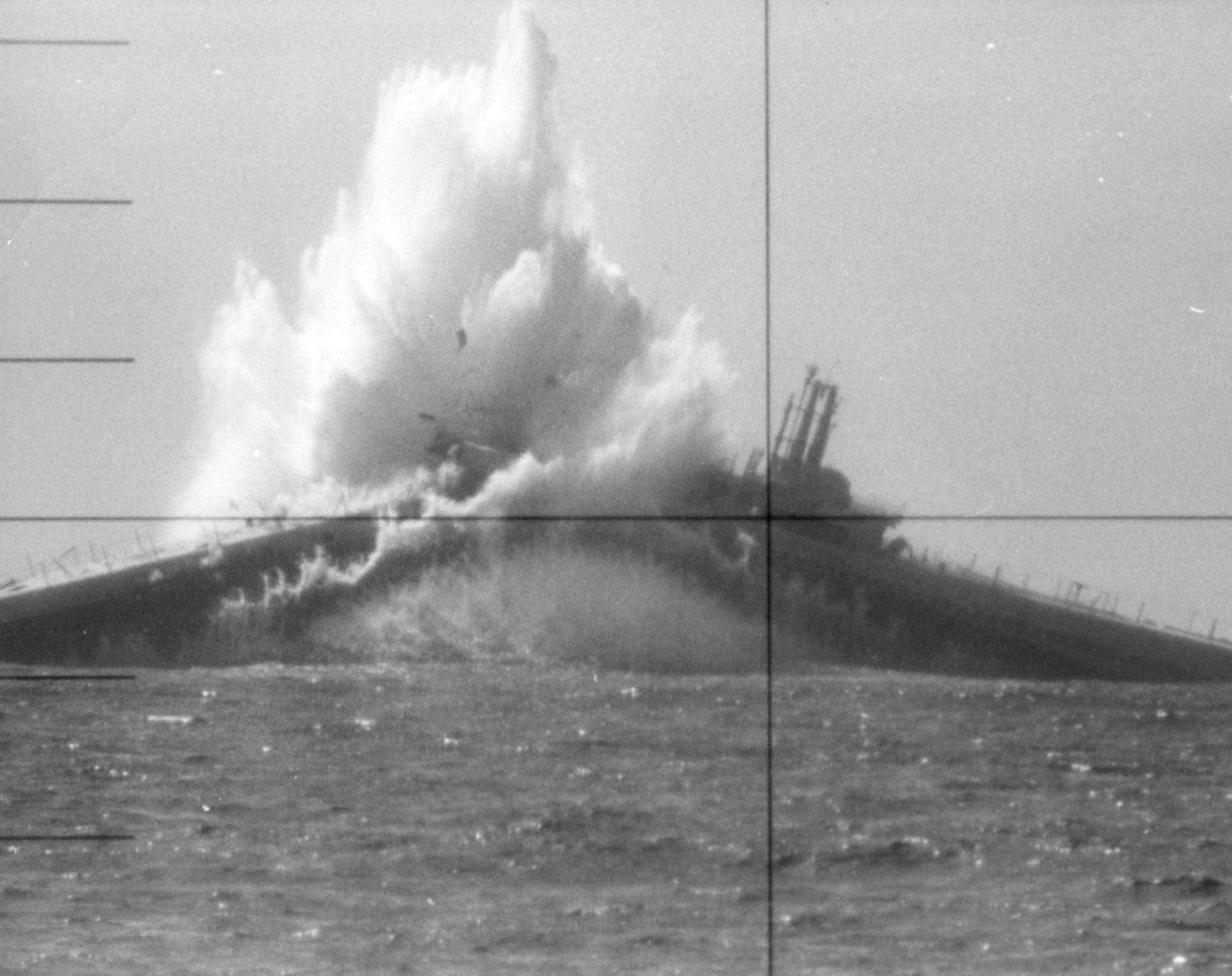
Атака корабля-мішені (колишнього підводного човна «Девілфіш») торпедою з підводного човна «Ваху». 1968

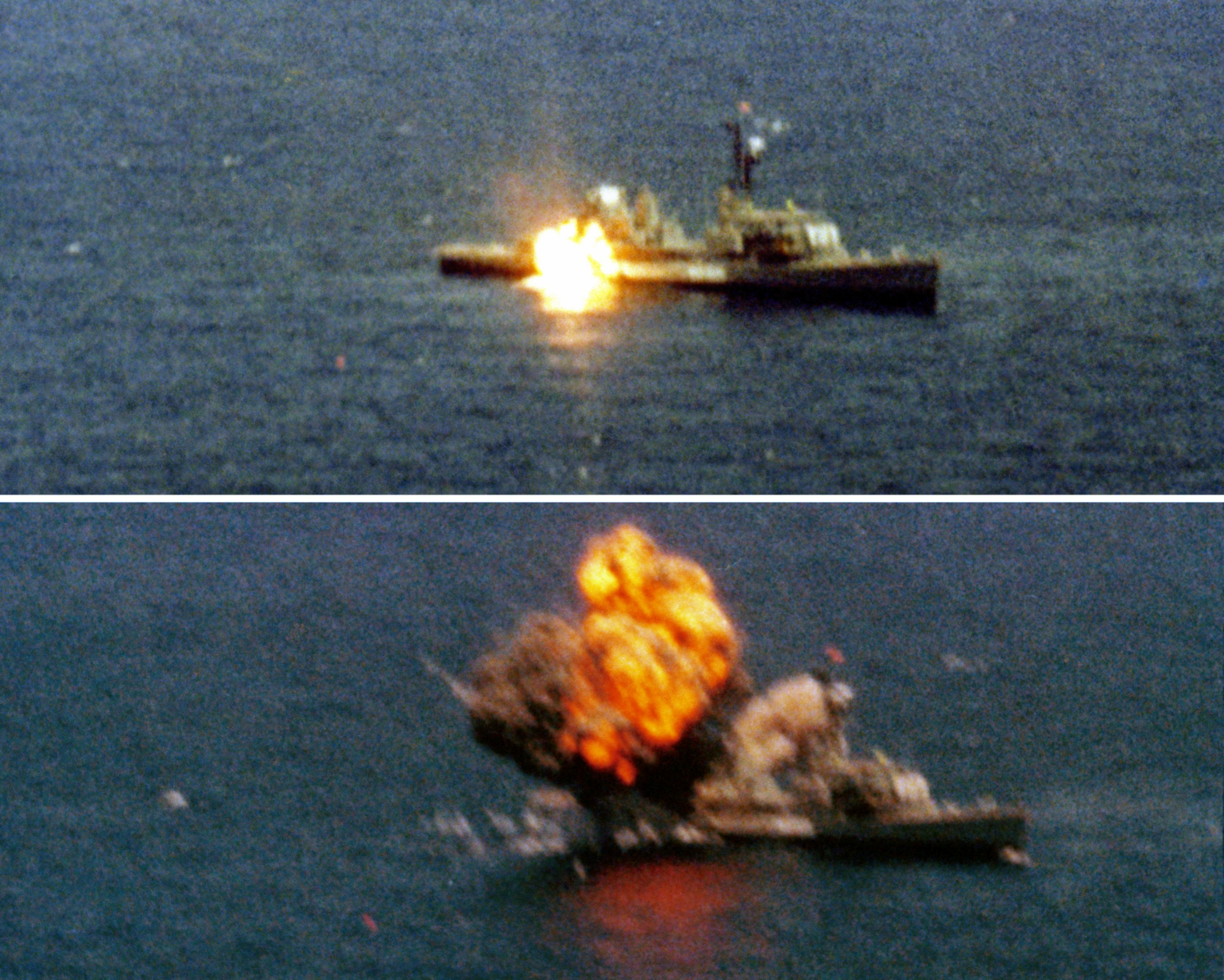
Ураження корабля-мішені (колишнього есмінця «Агерголм») крилатою ракетою «Томагавк», запущеної з атомного підводного човна «Гуітарро» з відстані 320 км. 18 липня 1982

Корабель-мішень, також корабель-ціль — спеціально побудований чи обладнаний (переоснащений) корабель (судно) забезпечення бойової підготовки військово-морських сил, по яких проводяться практичні пуски крилатих (протикорабельних або протичовнових) ракет, артилерійські й торпедні стрільби, а також бомбометання.

## Призначення
Кораблі-цілі призначені для імітації надводних бойових кораблів різних класів (для цього їх обладнають спеціальною апаратурою і різними імітаторами). Обслуговування кораблів цього класу на переходах і стоянках здійснюється спеціальними командами, які знімаються на період стрільб. Усі системи і механізми цих кораблів мають автоматизоване дистанційне керування.

## Найвідоміші кораблі-цілі
- Лінійний корабель USS «Айова» (BB-4) (США)
- Лінійний корабель-дредноут типу «Флорида» USS «Юта» (BB-31) (США)
- Важкий крейсер типу «Адмірал Гіппер» «Принц Ойген» (Третій Рейх)
- Універсальний десантний корабель типу «Іводжима» USS «Новий Орлеан» (LPH-11) (США)